# Giovanni Boldini

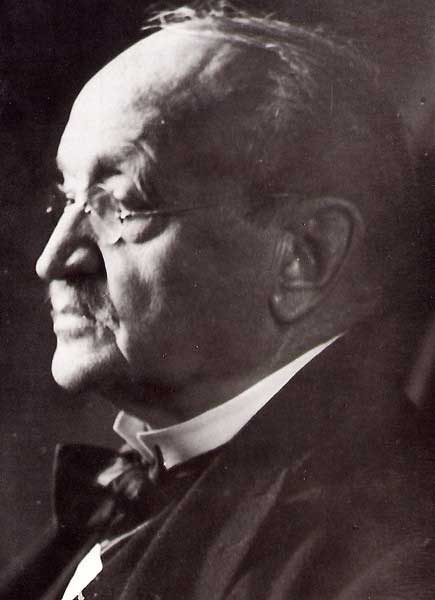
Giovanni Boldini (1910)

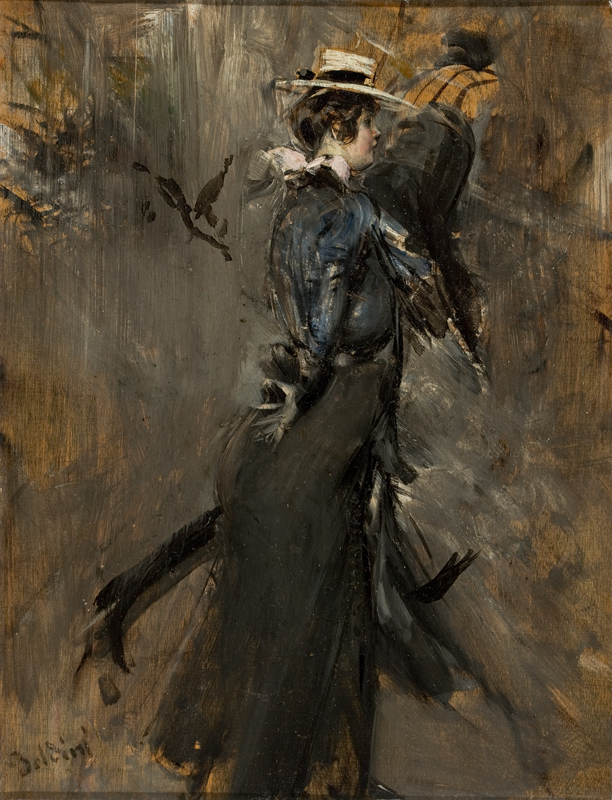
Senhora com Chapéu de Palha (1902-1905). Pintura de Giovanni Boldini (Museu de Arte de São Paulo, São Paulo).

Giovanni Boldini (Ferrara, 31 de dezembro de 1842 - Paris, 11 de julho de 1931) foi um pintor acadêmico italiano.
Sob a direção do pai, restaurador e pintor, Giovanni aproxima-se da pintura por meio de uma acentuada atenção aos grandes mestres do Renascimento e da maniera de Cosme Tura e Dosso Dossi.
Aos 20 anos, já consagrado como retratista, Boldini transfere-se para Florença e inscreve-se na Academia, onde segue os cursos de E. Pollastrini e de S. Ussi. Trava contato, sobretudo, com alguns pintores Macchiaioli, dos quais guarda certa distância, e com diversos estrangeiros importantes, como os Falconer, proprietários de uma villa em Pistóia, onde Boldini decorará um boudoir.
Com os Falconer, vai a Paris, para a Exposição Universal de 1867, quando conhece Degas, Manet, Sisley, Caillebotte, admirando sobretudo as obras de Corot. Tres anos mais tarde, faz uma estada em Londres, fundamental pelo estudo de grandes retratistas e caricaturistas ingleses do século XVIII, de Gainsborough a Hogarth.
Com a derrota da Comuna em 1871, Boldini retorna a Paris, desta vez para se fixar na cidade que se apresta a viver seu mais glorioso período mundano. O marchand Goupil compra obras suas no gênero anedótico de Meissonnier e Fortuny, onde se percebe um diálogo estético com a produção de Watteau e Fragonard.
Na década de 1880, é de se sublinhar seu encontro decisivo com Frans Hals, graças a uma viagem à Holanda em 1875, onde nasce sua paixão pelas diversas tonalidades negras e pelos chumbos profundos. É desta década o célebre retrato a pastel de Verdi, que confirma a importância para sua obra da grande amizade com Degas.
A década de 1890 assiste ao nascimento de outra obra-prima do artista, o Retrato do Conde de Montesquiou (Centro Georges Pompidou, Paris), enquanto sua atividade como retratista leva-o a Nova Iorque, solicitado pelos Vanderbilt, pelos Whitney e outros. Os anos finais da atividade de Boldini são prejudicados por problemas de saúde e principalmente por um progressivo enfraquecimento da vista.